# Thomasomys ucucha
Thomasomys ucucha is een knaagdier uit het geslacht Thomasomys dat voorkomt in de provincies Pichincha en Napo (Ecuador). Hoewel deze soort al in de jaren 80 van de 20e eeuw werd gevangen, is hij pas in 2003 beschreven door de Amerikaanse mammaloog Robert Voss. De soortaanduiding is afgeleid van een lokaal Quechua woord voor "muis", ucucha.
T. ucucha heeft een donkere, dichte, fijne en zachte vacht, ongeveer 13 tot 15 mm lang. De kop-romplengte bedraagt 94 tot 119 mm, de staartlengte 122 tot 151 mm, de achtervoetlengte 26 tot 30 mm, de oorlengte van 17 tot 20 mm en het gewicht 24 tot 46 gram.
Volgens Pacheco (2003) is T. ucucha (als T. sp.11) het nauwste verwant aan Thomasomys cinnameus. De groep van deze twee soorten is weer verwant aan Thomasomys monochromos.  De groep is verwant aan een groep die Thomasomys sp.3, Thomasomys daphne en Thomasomys australis omvat. Die groep is weer verwant aan een groep die Thomasomys niveipes, Thomasomys paramorum en Thomasomys hudsoni omvat. De steun voor vrijwel al deze groepen was echter zeer laag in de fylogenetische analyse.